# Акінін Олександр Олександрович
Олександр Олександрович Акінін (нар. 28 серпня 2002, с. Гільча Друга, Рівненська обл. — пом. 14 березня 2022, поблизу Лисичанська, Луганська обл.) — український гравець в американський футбол та військовик, солдат Збройних Сил України, учасник російсько-української війни, який загинув під час російського вторгнення в Україну. Гравець команди «Здолбунівські Орли».

## Життєпис
Народився 28 серпня 2002 року в селі Гільча Друга на Рівненщині.
Навчався в Здолбунівській ЗОШ №& 6. Надалі закінчив Здолбунівське вище професійне училище залізничного транспорту. Був гравцем Здолбунівської команди з американського футболу "Здолбунівські Орли". 
Після закінчення вищого професійного училища залізничного транспорту, відразу ж уклав контракт зі ЗС України. Військову службу за контрактом проходив в 24 ОМБр.
Загинув 14 березня 2022 року у боях з агресором поблизу м. Лисичанська на Луганщині.
29 березня 2022 року похований в с. Гільчі Другій.

## Нагороди
- орден «За мужність» III ступеня (2022) (посмертно) — за особисту мужність і самовіддані дії, виявлені у захисті державного суверенітету та територіальної цілісності України, вірність військовій присязі[1].

## Вшанування пам'яті
29 березня 2022 року своє співчуття висловили Міжнародна федерація американського футболу та міжнародні спортивні інтернет-видання.
Сюжет про Анікіна став частиною документального фільму «Хто, якщо не ми».

## Дивіться також
- Список українських спортсменів, тренерів і функціонерів, що загинули під час Революції гідності чи внаслідок російської агресії в Україні